# スターズオンアース
スターズオンアース（欧字名:Stars on Earth、2019年2月27日 - ）は、日本の競走馬。主な勝ち鞍は2022年の桜花賞、優駿牝馬。
2022年のJRA賞最優秀3歳牝馬である。

## 戦績
北海道千歳市の社台ファームで生産された。社台レースホースの所有馬となり、母馬の馬名（サザンスターズ）からの連想で「地球上の星」を意味する「スターズオンアース」と命名され、美浦トレーニングセンターの高柳瑞樹厩舎に入厩した。

### 2歳（2021年）
8月1日の2歳新馬戦でデビュー。圧倒的1番人気のルージュスティリアに次ぐ2番人気に推された。最後の直線ではルージュスティリアとの競り合いになったが、3⁄4馬身及ばず2着に敗れた。
続いて、10月9日の2歳未勝利戦に出走。1番人気に推されたレースでは、スタートを決め5番手の外に構えた。道中は抜群の手応えで追走し、直線に向きラスト400m過ぎで追い出されると、上がり3ハロン最速の33秒9の末脚を披露。最後は手綱を緩める余裕で2着ユイノゴトクに2馬身差をつけ勝利した。
その後、11月21日、1勝クラスの赤松賞に出走。1番人気となり、道中3番手と好位で追走したが、逃げるパーソナルハイを捉えきれず、さらに優勝馬ナミュールに差されて3着となった。

### 3歳（2022年）
3歳初戦として、フェアリーステークスに出走。レースでは好スタートから一旦控えて先団の後ろを追走。直線では前が詰まるも進路を見つけてからは鋭い伸び脚を見せたが、最後は内にモタれ勝ち馬ライラックには及ばずクビ差の2着に敗れた。
続いて、鞍上に横山武史を迎えてクイーンカップに出走。1番人気に推されたレースでは好スタートを決め先団を見る絶好の位置。直線では内めから抜け出しゴールに迫るも、外から勝ち馬プレサージュリフトに差され、2戦連続でクビ差の2着に敗れた。
4月10日、牝馬クラシック初戦である桜花賞に出走。新コンビとなる川田将雅を鞍上に迎えた。道中は中団でレースを進める。直線では狭いスペースを割り、先に抜け出したウォーターナビレラを捉え馬体を並べてゴール。写真判定となる大接戦だったが、ハナ差でGI初勝利を果たした。管理する高柳瑞樹調教師は、開業12年目にしてGI初制覇。鞍上の川田は、「スペースも狭く、他馬とも接触しながら、それでも気持ちが強く最後まで走り切ってくれたことが勝ち切ることに繋がったので、彼女の気持ちの強さが最後前へ出ることに繋がったのだと思います」とコメントした。
2週間ほどの放牧を挟み、次走は牝馬二冠を目指して優駿牝馬（オークス）に出走することを表明した。5月4日、桜花賞で鞍上を務めた川田がアートハウスに騎乗する為、クリストフ・ルメールに乗り替わることが発表された。
5月22日、予定通り優駿牝馬（オークス）に出走。大外8枠18番に入り、単勝6.5倍の3番人気の支持を受けた。レースでは好スタートから中団外目につけ、4コーナーで大外に持ち出し進出を開始。しぶとく差し脚を伸ばし、残り100メートル付近で先頭に立ち、追うスタニングローズに1+1⁄4馬身の差をつけ優勝。2020年のデアリングタクト以来、2年ぶり史上16頭目となる牝馬クラシック二冠を達成した。叔母のソウルスターリングも同じくオークスを制覇しており、それに続く形となった。鞍上のルメールは、本年のGI初制覇となった。
5月28日、右前脚第1指骨の剥離骨折が判明したと馬主である社台レースホースが発表した。軽症の部類としており、快復の調子を見て三冠を目指し秋華賞に出走することを視野に入れて調整を続ける。6月2日、美浦トレセンの競走馬診療所で両前肢第1指骨剥離骨折の骨片摘出手術を行い、無事に終了したことが分かった。
次走として予定通り秋華賞に直行することを表明した。剥離骨折については、7月には療養中であるが、治療後の経過は順調であるという報告がなされた。9月13日に秋華賞に向けて帰厩したことが報じられると、翌14日にはクリストフ・ルメールの継続騎乗が公式に発表された。
予定通り秋華賞に出走。スタートでやや出遅れ、道中は後方3番手を追走、四角でもそのままであったが鞍上のクリストフ・ルメールが内をつき、馬群を縫うようにして進出し、残り200メートルから先頭のスタニングローズと同馬を猛追する2番手のナミュールを上がり最速の33秒5で強襲したが、結局、1着スタニングローズには半馬身差、2着ナミュールとはタイム差なしハナ差の3着となり、牝馬三冠の達成はならなかった。
同年10月20日、左前肢がむくんでいたため、同月23日にエコー検査にかけた所、繋靭帯に若干の炎症が確認され、後に、両第1指骨剥離骨折が再発したため、年内は休養にあてた。

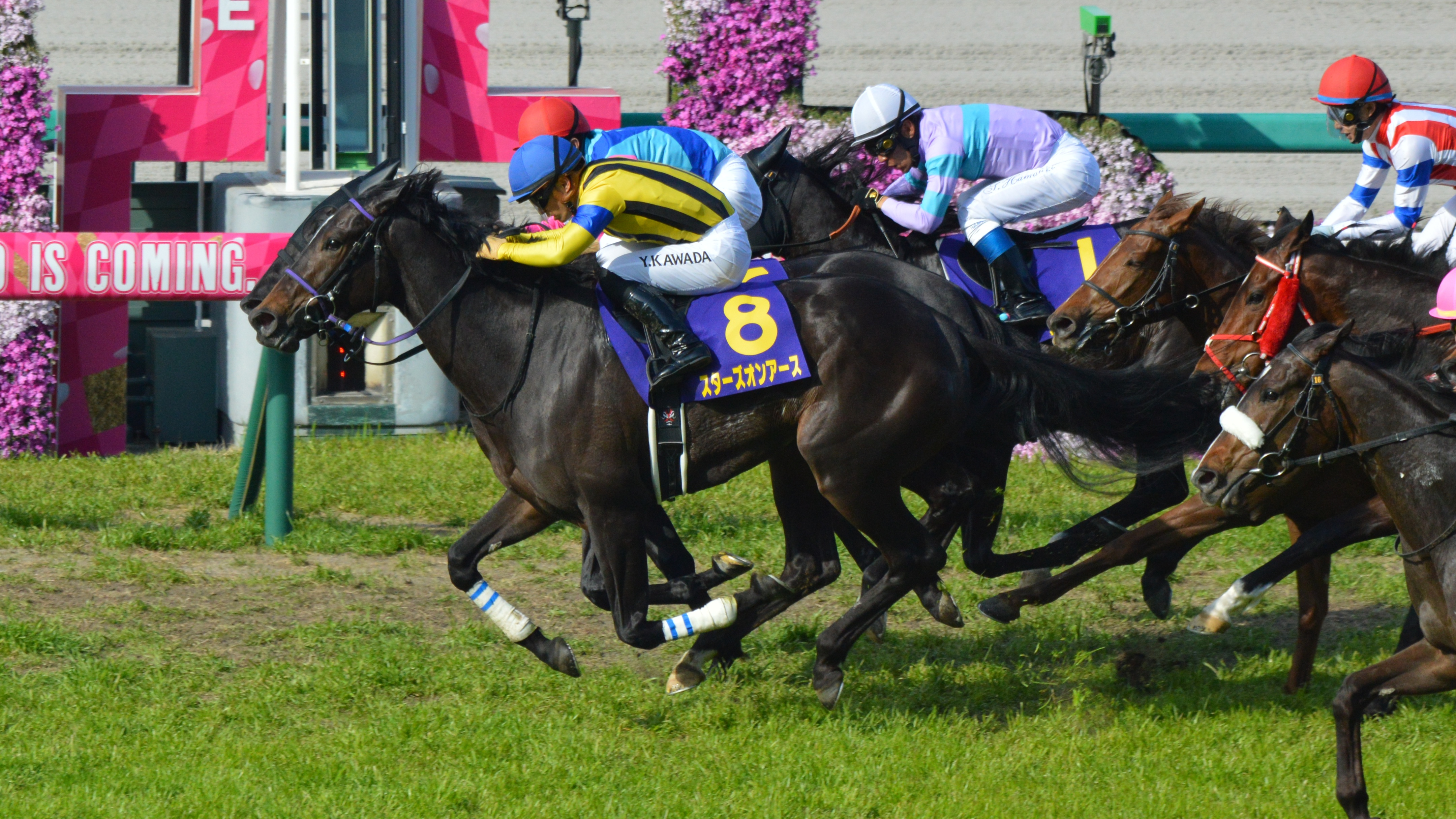
桜花賞
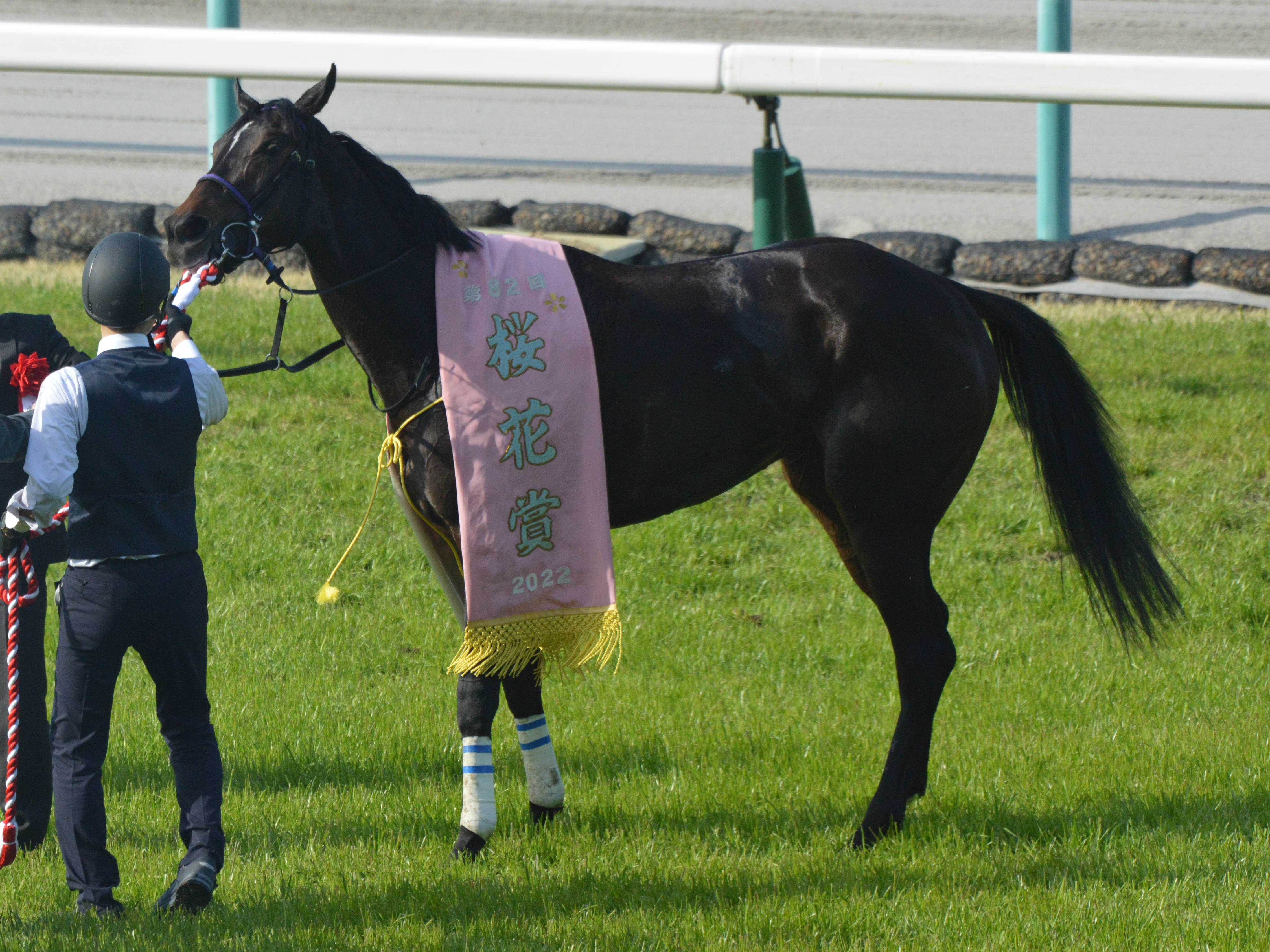
優勝レイ
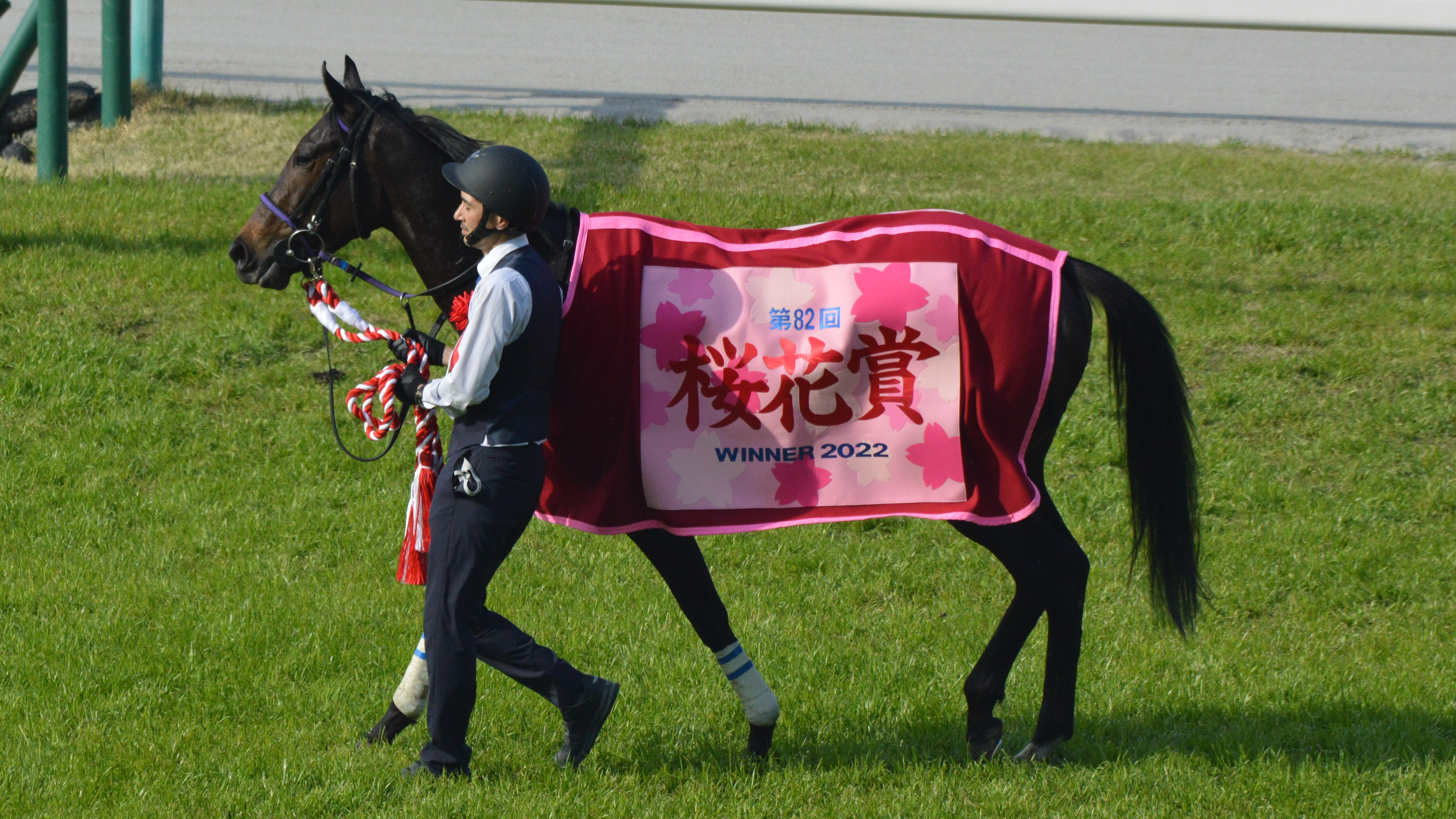
馬服
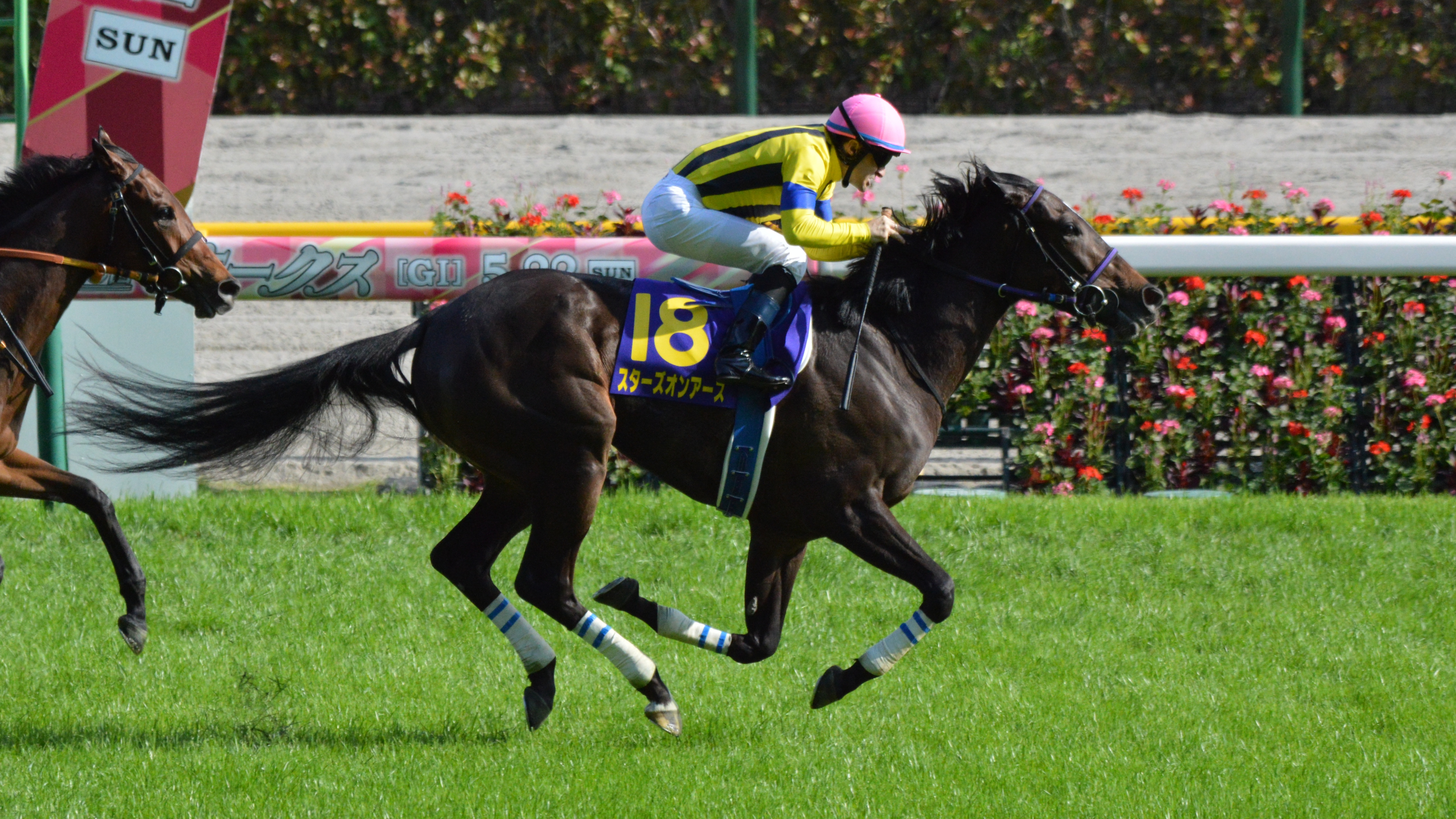
オークス
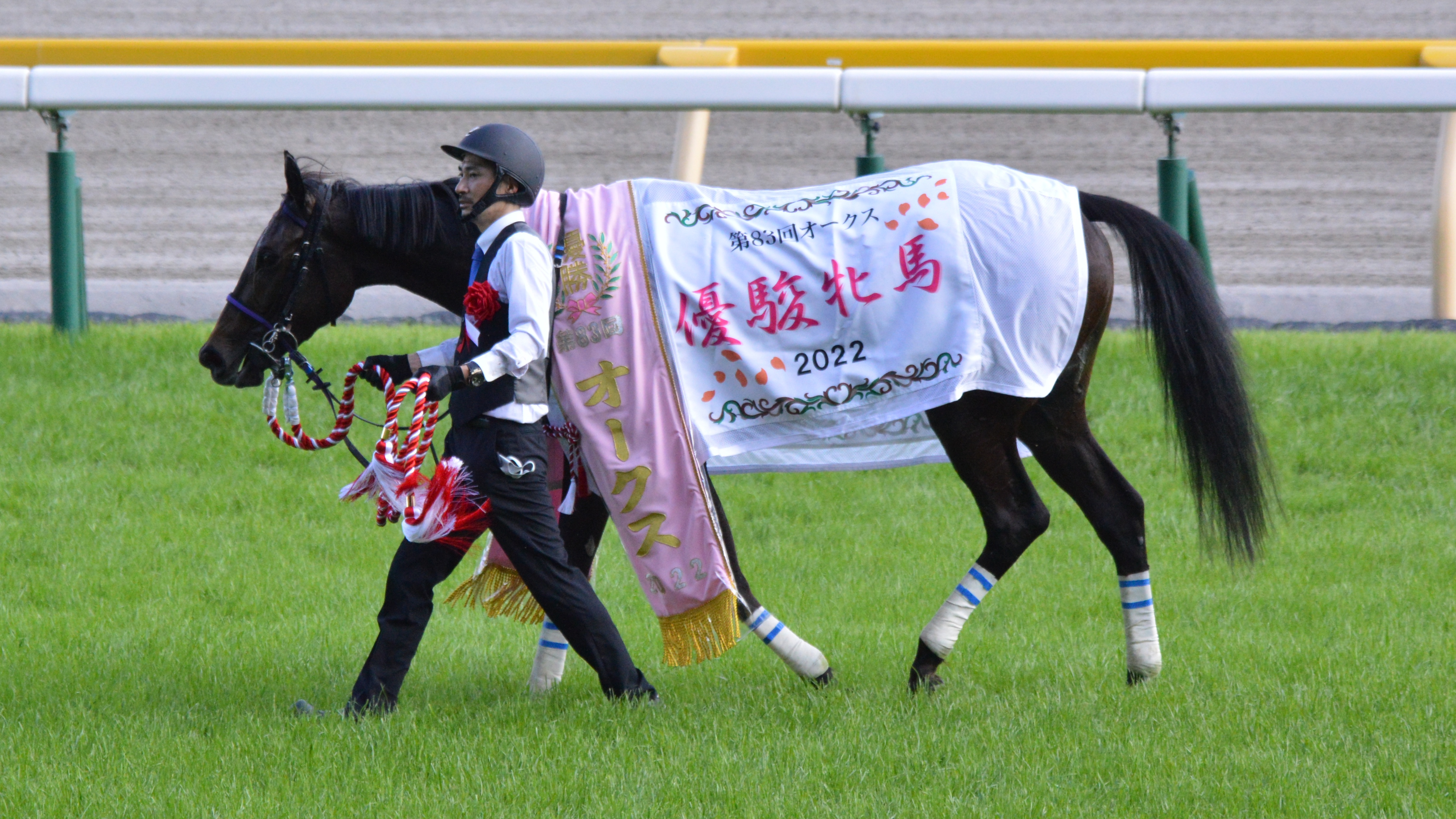
優勝レイと馬服

### 4歳（2023年）
始動戦として大阪杯に出走すると表明した。鞍上はルメールが引き続き務める。「ラストは脚を使う」（ルメール）も、逃げたジャックドールにハナ差及ばずの2着であった。その後ヴィクトリアマイルへ出走したが、直線で伸びを欠きソングラインの3着に終わった。
夏は山元トレセンへ放牧へと出され、後に秋の初戦が天皇賞（秋）になる事が発表された。これまで鞍上を務めていたルメールは同レースでイクイノックスに騎乗するため、新たにミルコ・デムーロとコンビを組む事も併せて発表されたが、10月24日朝の馬体チェック時に右前肢の歩様が芳しくなく、診断の結果挫石のような症状が見られたため、同レースを回避することが同日発表された。
その後、ジャパンカップにて鞍上にウィリアム・ビュイックを迎えて復帰することを表明し、11月26日に予定通り出走、5番人気に推される。8枠ながら好スタートを決め、スムーズに理想的なポジションを確保。直線では先に抜け出したイクイノックスやリバティアイランドを外から猛追したものの届かず、2着リバティアイランドから1馬身差の3着に敗れた。初騎乗となったビュイックは「素晴らしい馬。素晴らしい経験をさせてくれた」と胸を張り、高柳師も「大体作戦通りで、理想的な位置取り。休み明けだったが力は出してくれた」と、半年ぶりとなる実戦ながら好戦した人馬を称えた。
12月1日、同月24日に行われる有馬記念にルメールを鞍上に迎え参戦することを発表した。ファン投票では13万3364票を集め、最終結果で13位となった。7番人気で迎えたレース本番では一番不利の16番枠から絶好のスタートを切り、逃げるタイトルホルダーに次ぐ2番手でレースを進める。3コーナーで内ラチに接触してバランスを崩すも立て直し、4コーナーから加速し逃げ粘るタイトルホルダーを捉えて先頭を伺うも、その外から勢いよく足を伸ばしたドウデュースに交わされ、半馬身差の2着に敗れた。有馬記念において16番枠に入った馬が3着以内に入ったのは、これが初めてのことである。ルメールは「枠は関係なかったが、直線ではずっと右（内側）に行っていた」とレース後に振り返っている。
なお、この有馬記念出走時に採取した検体から規制薬物であるフルニキシンが検出された。フルニキシンは消炎鎮痛作用を有する非ステロイド系抗炎症薬のひとつで、一般的には疝痛や炎症性疾患に用いられる薬物であるが、同年12月8日に美浦トレセンに入厩後、出走日までの期間に同馬にフルニキシン投与の治療歴はなく、実際に投与された事実は確認できなかったうえ、管理する高柳にも投与の認識はなく、体内に入った経緯は不明とされた。JRAは同馬に対する処分や有馬記念の確定成績の変更はないものの、管理する高柳に対し、2024年2月15日付で過怠金10万円の処分を科した。

### 5歳（2024年）
1月10日に公開されたインタビューにて、ルメールはスターズオンアースがドバイシーマクラシックに挑戦する可能性を示唆した。
2月9日、本馬の馬主である社台レースホースより、ドバイシーマクラシックへの招待を承諾したことが発表された。鞍上は引き続きクリストフ・ルメール騎手が務めることも明かされた。
3月30日、ドバイシーマクラシックに出走。鞍上予定だったクリストフ・ルメールが同日のドバイターフにて落馬し骨折したため、代わりにランフランコ・デットーリを騎乗して挑むことになった。絶好のスタートを決め、道中は5、6番手を追走。そのまま最後の直線に突入、しかし、デットーリが内側へと馬体を持っていこうとしたのにもかかわらず外側へ斜行し始めてしまい、いつもの末脚を発揮できなかったこともあり、レベルスロマンスの8着という生涯初の複勝圏内から外れる順位となってしまった。
その後は両前脚に浮腫の症状が出たこともあり、春は全休した。秋はジャパンカップで復帰したものの7着に敗れ、続く有馬記念も3コーナーのカーブで失速し14着に大敗。この有馬記念がラストランとなり、12月25日に現役引退を発表、同日をもってJRAの競走馬登録を抹消された。引退後は北海道千歳市の社台ファームで繁殖牝馬となる。

## 競走成績
以下の内容は、JBISサーチおよびnetkeiba.com、Racing Post の情報に基づく。
| 競走日     | 競馬場   | 競走名        | 格   | 距離（馬場）  | 頭 数 | 枠 番 | 馬 番 | オッズ （人気） | 着順 | タイム （上がり3F） | 着差       | 騎手          | 斤量 [kg] | 1着馬（2着馬）         | 馬体重 [kg] |
| ---------- | -------- | ------------- | ---- | ------------- | ----- | ----- | ----- | --------------- | ---- | ------------------- | ---------- | ------------- | --------- | ---------------------- | ----------- |
| 2021.08.01 | 新潟     | 2歳新馬       |      | 芝1800m（良） | 10    | 8     | 9     | 004.90（2人）   | 02着 | R1:51.3（32.6）     | -0.1       | 0石橋脩       | 54        | ルージュスティリア     | 464         |
| 0000.10.09 | 東京     | 2歳未勝利     |      | 芝1800m（良） | 12    | 5     | 5     | 002.60（1人）   | 01着 | R1:47.3（33.9）     | -0.3       | 0石橋脩       | 54        | （ユイノゴトク）       | 462         |
| 0000.11.21 | 東京     | 赤松賞        | 1勝  | 芝1600m（良） | 9     | 8     | 9     | 002.30（1人）   | 03着 | R1:34.3（33.8）     | -0.5       | 0石橋脩       | 54        | ナミュール             | 468         |
| 2022.01.10 | 中山     | フェアリーS   | GIII | 芝1600m（良） | 16    | 2     | 3     | 004.30（1人）   | 02着 | R1:35.3（35.1）     | -0.1       | 0石橋脩       | 54        | ライラック             | 474         |
| 0000.02.12 | 東京     | クイーンC     | GIII | 芝1600m（良） | 16    | 5     | 9     | 003.40（1人）   | 02着 | R1:34.2（34.2）     | -0.1       | 0横山武史     | 54        | プレサージュリフト     | 474         |
| 0000.04.10 | 阪神     | 桜花賞        | GI   | 芝1600m（良） | 18    | 4     | 8     | 014.50（6人）   | 01着 | R1:32.9（33.5）     | -0.0       | 0川田将雅     | 55        | （ウォーターナビレラ） | 470         |
| 0000.05.22 | 東京     | 優駿牝馬      | GI   | 芝2400m（良） | 17    | 8     | 18    | 006.50（3人）   | 01着 | R2:23.9（33.7）     | -0.2       | 0C.ルメール   | 55        | （スタニングローズ）   | 464         |
| 0000.10.16 | 阪神     | 秋華賞        | GI   | 芝2000m（良） | 16    | 5     | 9     | 003.00（1人）   | 03着 | R1:58.7（33.5）     | -0.1       | 0C.ルメール   | 55        | スタニングローズ       | 472         |
| 2023.04.02 | 阪神     | 大阪杯        | GI   | 芝2000m（良） | 16    | 6     | 11    | 003.40（1人）   | 02着 | R1:57.4（34.4）     | -0.0       | 0C.ルメール   | 56        | ジャックドール         | 484         |
| 0000.05.14 | 東京     | ヴィクトリアM | GI   | 芝1600m（良） | 16    | 1     | 2     | 002.50（1人）   | 03着 | R1:32.3（33.6）     | -0.1       | 0C.ルメール   | 56        | ソングライン           | 484         |
| 0000.11.26 | 東京     | ジャパンC     | GI   | 芝2400m（良） | 18    | 8     | 17    | 026.60（5人）   | 03着 | R2:22.6（34.0）     | -0.8       | 0W.ビュイック | 56        | イクイノックス         | 496         |
| 0000.12.24 | 中山     | 有馬記念      | GI   | 芝2500m（良） | 16    | 8     | 16    | 008.60（7人）   | 02着 | R2:31.0（34.8）     | -0.1       | 0C.ルメール   | 56        | ドウデュース           | 494         |
| 2024.03.30 | メイダン | ドバイSC      | G1   | 芝2410m（良） | 12    | 8     | 11    | 017.00（5人）   | 08着 |                     | 11+1⁄4馬身 | L.デットーリ  | 55        | Rebel's Romance        |             |
| 0000.11.24 | 東京     | ジャパンC     | GI   | 芝2400m（良） | 14    | 8     | 14    | 012.70（5人）   | 07着 | R2:26.1（33.8）     | -0.6       | 0川田将雅     | 56        | ドウデュース           | 500         |
| 0000.12.22 | 中山     | 有馬記念      | GI   | 芝2500m（良） | 15    | 4     | 7     | 017.60（8人）   | 14着 | R2:33.6（36.7）     | -1.8       | 0川田将雅     | 56        | レガレイラ             | 498         |

- 海外レースのオッズに関しては、海外オッズを使用

## 血統表
| スターズオンアースの血統               | スターズオンアースの血統                | スターズオンアースの血統                | （血統表の出典）                        | （血統表の出典）  |
| 父系                                   | キングマンボ系/ミスタープロスペクター系 | キングマンボ系/ミスタープロスペクター系 | キングマンボ系/ミスタープロスペクター系 | [ § 2 ]           |
| 父 ドゥラメンテ 鹿毛 2012 北海道安平町 | 父の父キングカメハメハ 鹿毛 2001        | Kingmambo                               | Mr. Prospector                          | Mr. Prospector    |
| 父 ドゥラメンテ 鹿毛 2012 北海道安平町 | 父の父キングカメハメハ 鹿毛 2001        | Kingmambo                               | Miesque                                 |                   |
| 父 ドゥラメンテ 鹿毛 2012 北海道安平町 | 父の父キングカメハメハ 鹿毛 2001        | *マンファス                             | *ラストタイクーン                       | *ラストタイクーン |
| 父 ドゥラメンテ 鹿毛 2012 北海道安平町 | 父の父キングカメハメハ 鹿毛 2001        | *マンファス                             | Pilot Bird                              |                   |
| 父 ドゥラメンテ 鹿毛 2012 北海道安平町 | 父の母アドマイヤグルーヴ 鹿毛 2000      | *サンデーサイレンス                     | Halo                                    | Halo              |
| 父 ドゥラメンテ 鹿毛 2012 北海道安平町 | 父の母アドマイヤグルーヴ 鹿毛 2000      | *サンデーサイレンス                     | Wishing Well                            |                   |
| 父 ドゥラメンテ 鹿毛 2012 北海道安平町 | 父の母アドマイヤグルーヴ 鹿毛 2000      | エアグルーヴ                            | *トニービン                             | *トニービン       |
| 父 ドゥラメンテ 鹿毛 2012 北海道安平町 | 父の母アドマイヤグルーヴ 鹿毛 2000      | エアグルーヴ                            | ダイナカール                            |                   |
| 母 *サザンスターズ 鹿毛 2013 イギリス  | 母の父Smart Strike 鹿毛 1992            | Mr. Prospector                          | Raise a Native                          | Raise a Native    |
| 母 *サザンスターズ 鹿毛 2013 イギリス  | 母の父Smart Strike 鹿毛 1992            | Mr. Prospector                          | Gold Digger                             |                   |
| 母 *サザンスターズ 鹿毛 2013 イギリス  | 母の父Smart Strike 鹿毛 1992            | Classy'n Smart                          | Smarten                                 | Smarten           |
| 母 *サザンスターズ 鹿毛 2013 イギリス  | 母の父Smart Strike 鹿毛 1992            | Classy'n Smart                          | No Class                                |                   |
| 母 *サザンスターズ 鹿毛 2013 イギリス  | 母の母*スタセリタ 青鹿毛 2006           | Monsun                                  | Konigsstuhl                             | Konigsstuhl       |
| 母 *サザンスターズ 鹿毛 2013 イギリス  | 母の母*スタセリタ 青鹿毛 2006           | Monsun                                  | Mosella                                 |                   |
| 母 *サザンスターズ 鹿毛 2013 イギリス  | 母の母*スタセリタ 青鹿毛 2006           | Soignee                                 | Dashing Blade                           | Dashing Blade     |
| 母 *サザンスターズ 鹿毛 2013 イギリス  | 母の母*スタセリタ 青鹿毛 2006           | Soignee                                 | Suivez                                  |                   |
| 母系(F-No.)                            | 16号族(FN:16-c)                         | 16号族(FN:16-c)                         | 16号族(FN:16-c)                         | [ § 3 ]           |
| 5代内の近親交配                        | Mr. Prospector 4×3＝18.75％             | Mr. Prospector 4×3＝18.75％             | Mr. Prospector 4×3＝18.75％             | [ § 4 ]           |
| 出典                                   | 1. 2. 3. 4.                             | 1. 2. 3. 4.                             | 1. 2. 3. 4.                             | 1. 2. 3. 4.       |

- 母サザンスターズの半妹に阪神ジュベナイルフィリーズと優駿牝馬を制したソウルスターリング、アルテミスステークスを制したシェーングランツがいる。
- 祖母スタセリタはディアヌ賞（仏オークス）などG1レース6勝。
- 10代母Schwarzgoldを祖とする牝系からは多くの活躍馬が出ており、この牝系は「ドイツのSライン」と呼ばれている（詳細はシュヴァルツゴルト#シュヴァルツゴルトのファミリーライン（Sライン）を参照）